# Encentrum parvum
Encentrum parvum är en hjuldjursart som beskrevs av Donner 1952. Encentrum parvum ingår i släktet Encentrum och familjen Dicranophoridae. Inga underarter finns listade i Catalogue of Life.